# Mozinor
Pour les articles homonymes, voir Mozinor (homonymie).
Mozinor est un site web français consacré aux détournements de vidéos et le pseudonyme de son créateur. Plusieurs de ses détournements sont connus et les rubriques Web de certaines émissions de télévision les diffusent régulièrement.

## Biographie
Le pseudonyme de Mozinor vient du nom de la zone d'activité « Mozinor » à Montreuil en Seine-Saint-Denis, acronyme de « Montreuil zone industrielle nord ».
En mai 2004, il commence ses détournements vidéos et les publie sur son site web. Ce ne sont, à l'époque, que quelques parodies destinées à divertir ses proches. En novembre, c'est sur le forum de HardWare.fr, auquel il participe occasionnellement, que des internautes découvrent les premiers ses détournements[source insuffisante]. Au fil des mois, les vidéos commencent à s'échanger sur la Toile. En juin 2006, la diffusion de Bite it (détournement de Beat It de Michael Jackson) et de « 007 » aux Enfants de la télé à une heure de grande écoute déclenche un buzz.
La campagne présidentielle qui suit favorise également la diffusion par les médias de deux de ses parodies sur les candidats à l'élection :
- La Fièvre avec Nicolas Sarkozy, qui reprend le texte du morceau La Fièvre de NTM ;
- Social Supa Crew, qui détourne le débat des primaires des candidats socialistes en concert de beat box.

L'été 2007 et la coupe du monde de rugby permet à son Fonkhaka (parodie du haka de l'équipe des All Blacks) d'être également mis sur le devant de la scène. La même année, son Titanic Park (détournement du film Titanic) remporte un certain succès auprès des internautes et demeure une de ses vidéos les plus visionnées[réf. nécessaire].
En avril 2008, il propose une sorte de court-métrage autofictionnel avec Deadzone : Les Tourments du détournement, long détournement de 20 minutes où il reprend principalement des extraits du film Dead Zone (1983) de David Cronenberg. Mozinor s'y met lui-même en scène dans la peau d'un auteur de détournements en mal d'inspiration.
Le 11 avril 2009, au cinéma du centre Pompidou, un florilège de ses créations est présenté au public en deuxième partie de la projection de La Classe américaine en présence de ses créateurs, Michel Hazanavicius et Dominique Mezerette. Mozinor, bien qu'invité, ne se fit cependant pas reconnaître, tenant à préserver son anonymat[réf. nécessaire].

## Personnalité
Mozinor semble tenir à conserver l'anonymat le plus total, et ne pas compter tirer de profit de ses créations. Il n'est jamais apparu en public ni n'a diffusé de photo de lui-même ; il n'a donné que peu d'entretiens, toujours par e-mail[source secondaire souhaitée].
Il se décrit comme habitant Montreuil, et de sexe masculin.
Les seules informations disponibles sont celles qu'il donne lui-même de manière humoristique sur son site[source insuffisante] : 

« Mozinor est autodidacte en doublage et montage vidéo, et réalise tout, tout seul depuis 2004, en branchant un micro sur son PC. [...] 
Durant ces 15 dernières années, malgré les propositions de chaines TV, agences de pubs, doublage de films, impresarios youtube, projets ciné, partis politique, films d'entreprise, vidéos cadeau de mariage [...], etc. 
Mozinor a toujours essayé de préserver son indépendance et son intégrité. »